# Villa a Trentaremi
Villa a Trentaremi è un edificio residenziale ubicato a Napoli, in discesa Gaiola a Posillipo.
La villa, che sorge sul promontorio di Trentaremi, è immersa nel verde, per cui non è visibile sia dal cielo che dal mare.
L'edificio è appartenuto all'ambasciatore inglese; l'attuale struttura è stata ricostruita dopo la seconda guerra mondiale sul sito della precedente. Il progetto è dell'architetto Massimo Nunziata e risale al 1954; essa costituisce un elegante esempio di razionalismo italiano che lega architettura e natura in un unico ambiente. La struttura razionalista si articola attorno ad un atrio che si eleva su tre piani; le camere sono distribuite attorno a questo ambiente e sono raggiungibili attraverso una scala in legno. Recentemente sono state apportate modifiche alla distribuzione degli ambienti ed è proprietà privata.